# アーロン・ウィリアムソン
アーロン・ウィリアムソン（Aaron V. Williamson, 1979年 - ）は、アメリカの俳優・スタントマン。フィットネストレーナー、ボディビルダーとしても活動している。フロリダ州デイトナビーチ出身。
代表作は『クライム・スピード』、『ターミネーター:新起動/ジェニシス』 (T-800)、『ブライト』など。